# ショーディッチ
ショーディッチ、ショアディッチ(Shoreditch) は、ロンドン中心部の東側ハックニー区にある地区。ベスナル・グリーン界隈はタワーハムレッツ区にあたる。
金融街のシティ・オブ・ロンドン中心街の北東至近に位置する。ショーディッチは1996年以降、ハイテク新興企業や流行に敏感な若者が集まる地域として発展した。同地区では居住地域が再開発によって地価が高騰しジェントリフィケーションが進んでいる。レストランやセレクトショップが多数ある他、イギリスで唯一家具とインテリアを専門とする博物館であるジェフリー博物館 (Geffrye Museum) がある。
ショーディッチはロンドンでも特に落書きや色鮮やかなストリートアートが多い地区。ホクストン・スクエアまたはブリィク・レーン・マーケット周辺で有名な覆面芸術家バンクシーの作品も見られる。

## 歴史

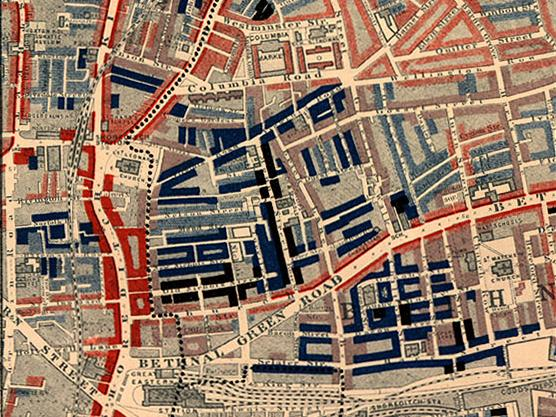
ショーディッチのOld Nichol Rookery地区 貧困調査地図 (1889年)

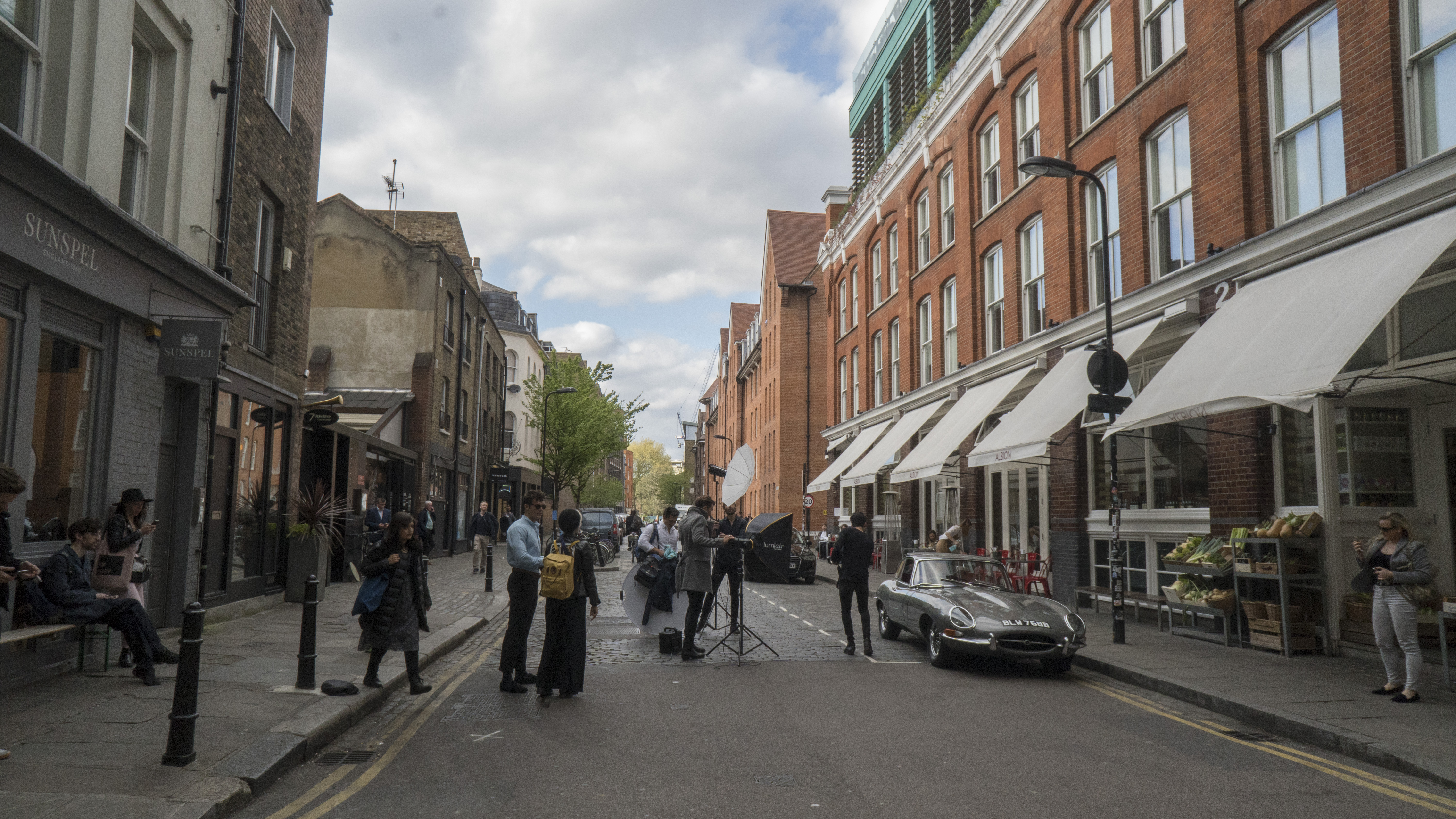
バウンダリー・ストリート・ショーディッチ (2017年)

ホクストン・スクエアの隅にかつて存在したバンクシー作品

12世紀に、ショーディッチのセント・レナーズ教会とホーリーウェルアウグスティヌス修道院が設立された。
1576年に、ジェームズ・バーベッジが、ショーディッチのニュー・イン・ヤードにシアター座 (The Theatre) というロンドンの初めての成功した劇場を造った。この劇場は1587年から劇作家ウィリアム・シェイクスピアが関係であった。シェイクスピアの初期の戯曲のいくつかは、シアター座またすぐ近く1577年に建設されたカーテン座 (Curtain Theatre) で初演が行われた。1594年に宮内大臣一座として知られる劇団が結成され、ー座はやがてテムズ南岸のサザークにグローブ座を建設した。
ショーディッチは、ロンドンのテムズ河岸の港が近いので、代々移民の多い下町だった地域。17世紀はフランスから迫害を逃れてやってきたユグノー教徒やユダヤ人移民が多かった。元はあまり治安が良くない地区だった。ビクトリア朝期、ロンドンの最悪のスラム住宅がいくつもあったために有名であった。社会改革運動家チャールズ・ブースが1889年に出版した貧困調査地図『ロンドン市民の生活と労働』(Life and Labour of the People in London) の調査対象が、この地区だった。
1800年から第二次世界大戦までショーディッチやホクストンは劇場とミュージック・ホールが有名であった。ショーディッチまた近い地区は第二次大戦中に、ザ・ブリッツないしナチス・ドイツの空襲による攻撃で大きなダメージを受けた。19世紀に整備されたリージェンツ運河や鉄道が通ることから、工場や倉庫などが多かった。
1970年代あたりから製造業の衰退などでその多くが閉鎖。街中はかつて貧困層の多いエリアだったが、そのぶん賃料が安いことから1990年代後半からアーティストやクリエイターが好んで住み始めた。
2008年頃よりIT系のスタートアップ企業が次々と流入し、政府が発表した イースト・ロンドンテック シティ(East London Tech City) 構想がきっかけで、2010年頃には企業数が急増。

## テック シティ

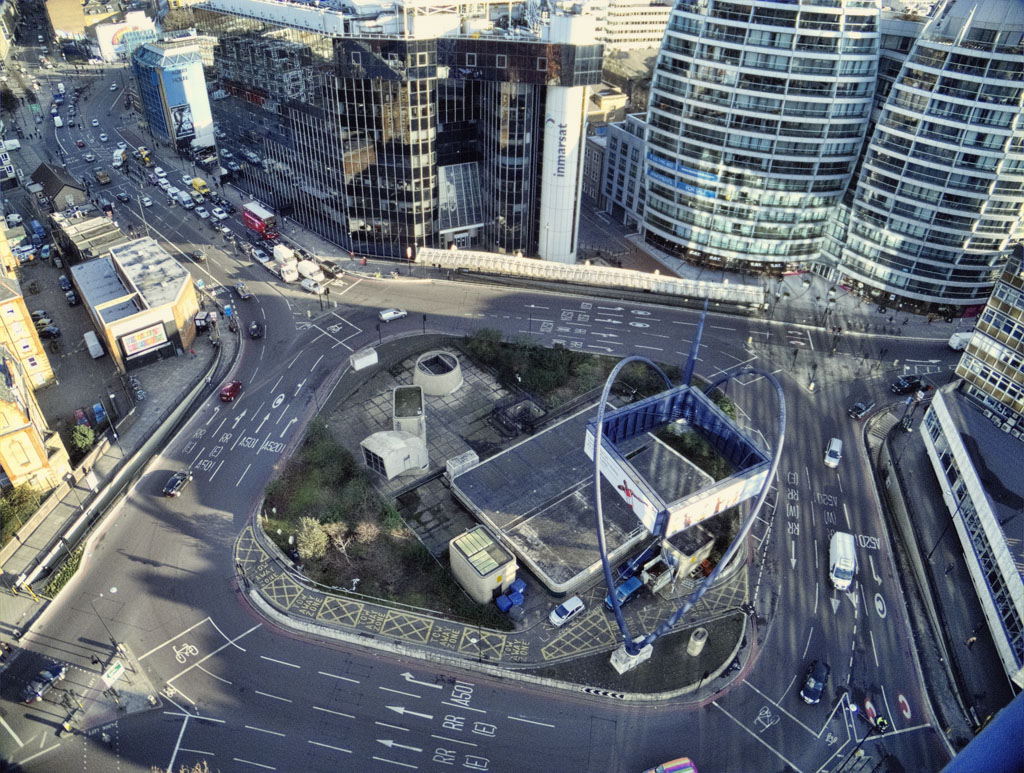
オールド・ストリート・ラウンドアバウト (2012年)

2010年、キャメロン首相もショーディッチをイノベーションの培地にするというアイデアの促進に一役買った。ハイテク新興企業のため、ショーディッチのオールド・ストリート・ラウンドアバウト (Old Street Roundabout) は「シリコン・ラウンドアバウト」という愛称・俗称でも知られる。
2010年に発表したイースト・ロンドンテック シティ構想とは、税制優遇措置、教育交換や投資家関係も含む情報技術に特化した英国政府による積極誘致政策である。
ロンドンの金融街シティが南西側の目と鼻の先にあるため、テック シティにはフィンテック、広告代理店、金融工学やデジタル分野などの新興企業が多数集る。Principal Placeには、2017年からAmazon.com UK本社が入居した（GAFAでは、Facebookはウェストミンスター区のOne Rathbone Squareに、Googleはカムデン区kings cross界隈にUK本社がある。対してApple UKは、2021年にテムズ川南岸ワンズワース区バタシー発電所跡に主要本社機能を集約・移転予定）。またショーディッチ界隈には、多様なコウーキングスペースが点在するだけでなく、仕事のできる力フェや、同業者との情報交換ができるバーやパブも多い。

## 著名な住人
- クリストファー・マーロウ - 劇作家 ・詩人
- リチャード・バーベッジ - 俳優
- エドモンド・ハレー - 数学者・物理学者・天文学者
- バーバラ・ウィンザー - 女優
- ダミアン・ハースト - 現代美術家
- シド・ヴィシャス - ミュージシャン

## 交通
ロンドン・オーバーグラウンド・イーストロンドン線
- ショーディッチ・ハイストリート駅
- ホクストン駅